# Noctua curtisii
Noctua curtisii är en fjärilsart som beskrevs av Newman 1871. Noctua curtisii ingår i släktet Noctua och familjen nattflyn. Inga underarter finns listade i Catalogue of Life.